# Capital Premier League (ACT)
La Capital Premier League è il secondo livello calcistico nello stato dell'ACT e il quarto in Australia. A livello nazionale, è di un grado inferiore alla NPL ACT. Il campionato è diretto dalla Capital Football, la federazione dello Stato.

## Storia
Nel 2018, Capital Football annuncia l'espansione della propria piramide calcistica, introducendo una nuova seconda divisione statale legata alla NPL ACT tramite un sistema di promozioni/retrocessioni.
Il campionato viene creato attraverso una riforma della Capital League e prende il nome di NPL ACT 2 a partire dalla stagione 2019.
Nel 2022, il campionato cambia nuovamente denominazione prendendo il nome di Capital Premier League.

## Squadre partecipanti
Stagione 2025.
- ANU FC
- Belconnen Utd
- Brindabella Blues
- Canberra Juventus
- Canberra Olympic
- Canberra White Eagles
- Wagga City Wanderers
- West Canberra Wanderers

## Albo d'oro

### Vincitori della NPL ACT 2
- 2019 -  ANU FC
- 2020 -  Wagga City Wanderers
- 2021 -  O'Connor Knights

### Vincitori della Capital Premier League
- 2022 -  Tuggeranong Utd
- 2023 -  Yoogali
- 2024 -  Queanbeyan City

In grassetto le squadre promosse.